# Meindert van Buuren
Meindert van Buuren jr. (Rockanje, 5 de janeiro de de 1995) é um automobilista neerlandês. Seu pai, Meindert van Buuren, também é um automobilista e participou inclusive no Dutch Touring Car Championship.
Em 2015, Van Buuren durante o fim de semana de corrida em Monza fez a sua estreia na GP2 Series com a sua antiga equipe MP Motorsport, substituindo Oliver Rowland, que tinha obrigações no fim de semana na Fórmula Renault 3.5.